# Carnets de bord (album)
Pour les articles homonymes, voir carnets de bord.
Albums de Bernard Lavilliers
Arrêt sur image
(2001) Escale au Grand Rex
(2005)
Carnets de bord est un album studio de Bernard Lavilliers sorti le 11 octobre 2004.

## Titres
1. Voyageur (Bernard Lavilliers)
2. Elle chante (avec Cesária Évora) (Bernard Lavilliers - Teofilo Chantre / Pascal Arroyo)
3. L'Été  (Walter de Afogados / Fernando Alves - Adaptation Bernard Lavilliers) (titre original : Morango do nordeste)
4. Guitar Song (Bernard Lavilliers)
5. État des lieux (Bernard Lavilliers/ Bernard Lavilliers - Pascal Arroyo)
6. Silences (Bernard Lavilliers - Mino Cinelu)
7. Question de peau (avec Tiken Jah Fakoly) (Bernard Lavilliers)
8. La Mort du Che (Bernard Lavilliers)
9. Messageries maritimes (Bernard Lavilliers / Bernard Lavilliers - Pascal Arroyo)
10. Brooklyn (Bernard Lavilliers)
11. Marin (avec les Femmouzes T.) (Bernard Lavilliers - Manasses Lourenco de Souza)